# Skanderborg Kommune (1970-2006)
Skanderborg Kommune i Århus Amt blev dannet ved kommunalreformen i 1970. Ved strukturreformen i 2007 blev den udvidet til den nuværende Skanderborg Kommune ved indlemmelse af Galten Kommune, Hørning Kommune og Ry Kommune.

## Tidligere kommuner
Skanderup-Stilling sognekommune, der i 1960 havde 3.239 indbyggere, blev i starten af 1960'erne indlemmet i Skanderborg købstad.
Ved kommunalreformen mistede begrebet købstad sin betydning, og 3 sognekommuner blev lagt sammen med Skanderborg købstad til Skanderborg Kommune:
| Kommune         | Folketal 1. januar 1970 | Byer                                    |
| --------------- | ----------------------- | --------------------------------------- |
| Skanderborg     | 11.204                  | Skanderborg                             |
| Fruering-Vitved | 2.013                   | Fruering, Virring og en del af Solbjerg |
| Hylke           | 829                     | Hylke                                   |
| Ovsted-Tåning   | 1.455                   | Tebstrup                                |
| I alt           | 15.501                  |                                         |

Vitved Sogn afgav Fastrup ejerlav til Aarhus Kommune.

## Sogne
Skanderborg Kommune bestod af følgende sogne:
- Fruering Sogn (Hjelmslev Herred)
- Hylke Sogn (Voer Herred)
- Ovsted Sogn (Voer Herred)
- Skanderborg Slotssogn (Hjelmslev Herred)
- Skanderup Sogn (Hjelmslev Herred)
- Stilling Sogn (Hjelmslev Herred)
- Tåning Sogn (Voer Herred)
- Vitved Sogn (Hjelmslev Herred)

## Borgmestre[5]
| Periode   | Navn                     | Parti             |
| --------- | ------------------------ | ----------------- |
| 1970-1973 | Wilhelm Dupont           | Socialdemokratiet |
| 1973-1974 | Marinus Sørensen         | Socialdemokratiet |
| 1974-1986 | Ejnar Jacobsen           | Venstre           |
| 1986-1990 | Kjeld Nyhuus Christensen | Socialdemokratiet |
| 1990-2006 | Aleksander Aagaard       | Venstre           |

## Rådhus
Skanderborg Rådhus blev opført i 1860 og udvidet med sidefløj og bagbygning i 1920. Bygningen har fungeret som politistation før 2016, hvor både rådhus og politistation flyttede til et nyt hus på Skanderborg Fælled 1. De nyere tilbygninger til rådhuset er solgt og revet ned for at gøre plads til et boligprojekt med et torv. Den gamle bygning på Adelgade 38, som blev fredet i 1978, indrettes som kontorlandskab.